# Carl-Henning Pedersen
Carl-Henning Pedersen (ur. 23 września 1913 w Kopenhadze, zm. 20 lutego 2007 tamże) – duński malarz.

## Życiorys
Kontakt ze sztuką zaczynał jako pisarz, lecz jego pierwsza żona, Else Alfelt, namówiła go na zajęcie się malarstwem. Inspirował się pracami Picassa, Braqu'a i Chagalla oraz norweską sztuką popularną. Malował konie, ptaki, motywy naiwne. Szybko stał się jednym z najbardziej znanych duńskich malarzy współczesnych. Był współzałożycielem awangardowego ruchu Cobra. W latach 70. chciał przekazać Kopenhadze 3 000 swoich prac, lecz władze miejskie odmówiły, tłumacząc się brakiem funduszy na ekspozycję prac. Dar przyjęło miasto Herning, które zdecydowało się na budowę w tym celu osobnego muzeum. W ostatnim miesiącu życia, z powodu słabego już zdrowia, przekazał także 40 swoich prac galerii narodowej.
Przeżył swoją drugą żonę, Sidsel Ramson.

## Odznaczenia
- Medal Księcia Eugeniusza (1980)[2]
- Kawaler I stopnia Orderu Danebroga (1974)[3]
- Kawaler Orderu Danebroga (1964)